# 刀林荫
刀林蔭（1959年5月—），女，傣族，雲南景洪人，1975年7月參加工作，1987年6月加入中國共產黨。北京師範大學政教系政治專業畢業，大學學歷。曾任云南省人大常委会副主任。中共第十七屆、十八届中央候補委員。
歷任雲南省西雙版納州委宣傳部副部長、自治州委組織部副部長、自治州委副書記、自治州副州長、常務副州長。2005年10月任西雙版納傣族自治州代理州長；2006年3月任西雙版納傣族自治州州長；2013年1月任云南省人大常委会副主任、党组成员。2013年3月辞西双版纳州长职务。